# Richtfunkstation Tannenhausen

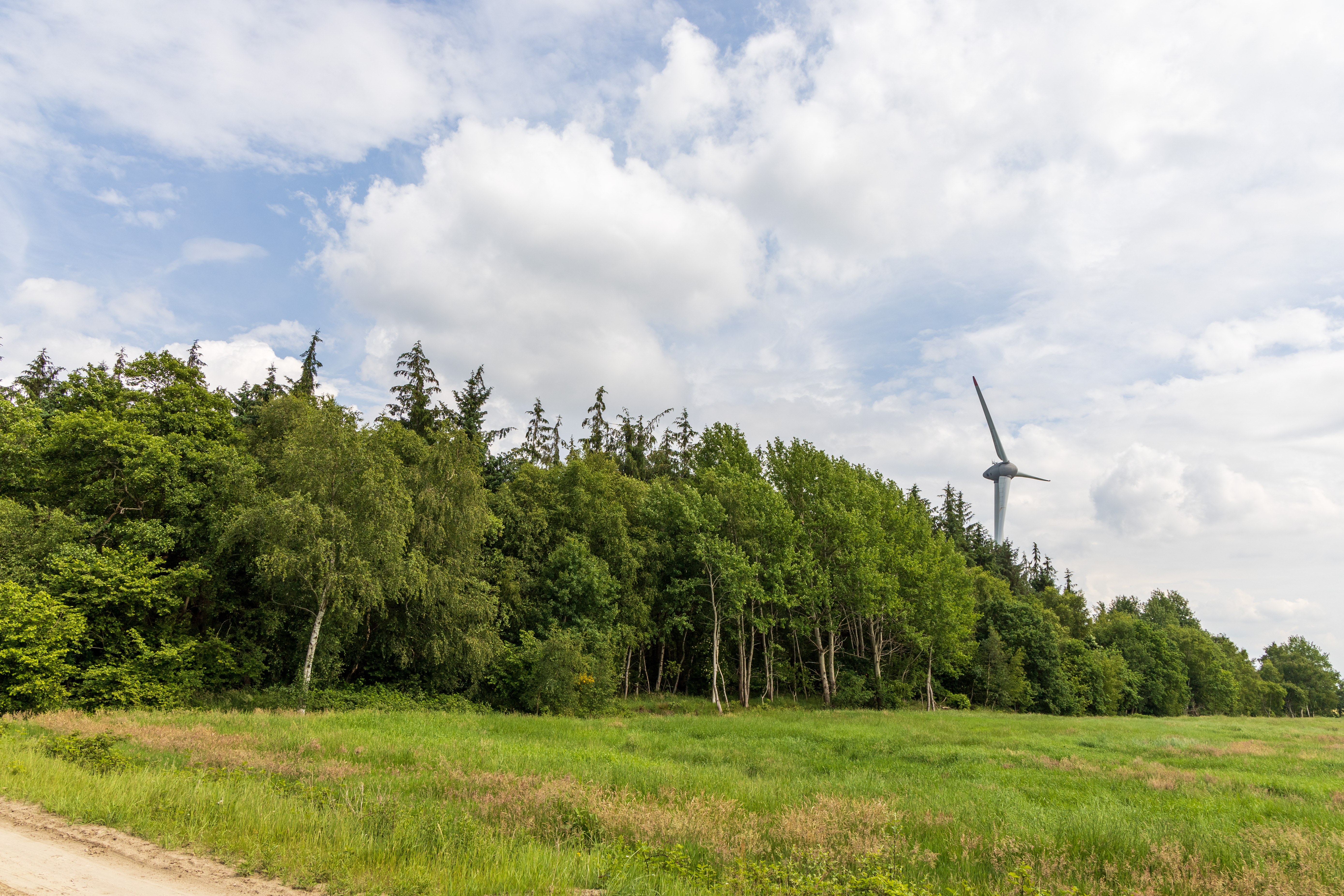
Das Gelände der ehemaligen Richtfunkstation Tannenhausen (2020)

Die Richtfunkstation Tannenhausen ist eine ehemalige militärische Liegenschaft auf dem Gebiet der Stadt Aurich in Ostfriesland. Die Anlage war Teil des ACE-High-Richtfunksystems, ein von der NATO in Auftrag gegebenes Frühwarnsystem, in dem ein Netz von miteinander in Verbindung stehenden Richtfunkstationen eine verlässliche und abhörsichere und unmittelbare Kommunikation innerhalb der NATO-Mitgliedstaaten mittels der Troposcatter-Technik gewährleisteten sollte. Das System sollte auch dann noch funktionieren, wenn Kurzwellenverbindungen nach dem Einsatz von Kernwaffen beeinträchtigt worden wären.

## Geschichte
In unmittelbarer Nähe der späteren Richtfunkstation begann zu Beginn des Zweiten Weltkrieges im Jahr 1939 der Bau eines Scheinflugplatzes, der mit einer Flakstellung gesichert werden sollte. Die Geschütze wurden allerdings nie montiert, wohl aber Unterkünfte für die Mannschaften errichtet. In deren Nähe errichtete die Bundeswehr im Jahr 1961 an der Goldensteinbrücke eine Richtfunkstation (ACE High Station Emden), die in das ACE-High-Richtfunksystem der NATO integriert war.
Kernstück der Anlage waren vier etwa 20 m hohe Reflektoren (Parabolantennen), die in für die südlicher Richtung die Kommunikation mit der Station Lammersdorf und in nördlicher Richtung mit der Station in Kollemorten (Dänemark) sicherstellten. Hinzu kamen ein Technikgebäude, eine Werkstatt, der Verwaltungstrakt, Garagen, zwei massive Hundezwinger, das Wachgebäude im Eingangsbereich sowie ein etwa 5 × 10 m großer unterirdischer Bunker.
Die Betriebsphase endete mit Schließung der Station im Jahr 1996. Ein Jahr später wurde die Liegenschaft an das Bundesvermögensamt überstellt. Anschließend blieb die Frage, wer für die Rekultivierung des in einem Landschaftsschutzgebiet gelegenen Geländes zuständig ist, wegen der erwarteten hohen Abrisskosten lange ungeklärt. Versuche, das Areal zu verkaufen, schlugen fehl, wohl auch, weil die Lage in dem Schutzgebiet nur ein privilegiertes Bauvorhaben zuließ, was zwar eine landwirtschaftliche Nutzung, aber keine Wohnnutzung ermöglichte. Die Stadt Aurich hatte zudem eine Abrissverfügung erlassen, da die Nutzung des Geländes nicht mehr gegeben sei, weshalb auch der Bestandsschutz erloschen sei. Dieser Verfügung kam der Bund im Jahr 2001 schließlich nach. Die Gebäude wurden daraufhin abgetragen und auch die Wege- und Platzbefestigung des Stationsgeländes komplett entfernt. Aus Kostengründen wurde der unterirdische Bunker nicht abgetragen, sondern unterhalb der Erdoberfläche mit Sand verfüllt. Die knapp aus dem Boden ragenden Fundamente der Parabolantennen blieben stehen. Sie sollen später von der Natur überwuchert werden. Erhalten blieb zudem eine Trafostation, mit der die umliegenden Bauernhöfe versorgt werden.